# Ödön Földessy
Ödön Földessy (Hungría, 1 de julio de 1929 - Hungría, 9 de junio de 2020) fue un atleta húngaro, especialista en la prueba de salto de longitud en la que llegó a ser medallista de bronce olímpico en 1952.

## Carrera deportiva
En los JJ. OO. de Helsinki 1952 ganó la medalla de bronce en el salto de longitud, con un salto de 7.30 metros, siendo superado por los estadounidenses Jerome Biffle (oro con 7.57 m) y Meredith Gourdine (plata con 7.53 metros).
Dos años después, en el Campeonato Europeo de Atletismo de 1954 ganó la medalla de oro en la misma prueba, con un salto de 7.51 metros, por delante del polaco Zbigniew Iwański (plata con 7.46 metros) y del francés Ernest Wanko.

## Fallecimiento
Falleció a los noventa años el 9 de junio de 2020 a causa de una enfermedad.